# Prasinoderma coloniale
Prasinoderma coloniale — вид мікроскопічних водоростей родини Prasinodermataceae.

## Поширення
Вид був описаний в 1996 році у зразках планктону, зібраних в 1990 році японськими дослідниками з поверхневого шару (до 150 м глибини) Тихого океану від Соломонового моря до узбережжя Хонсю.

## Опис
Клітини кокоподібні, жовтувато-зелені, без джгутиків, діаметром від 2,5 до 5,5 мкм. Утворюють пухкі колонії. Оточена клітинною стінкою з різною кількістю шарів, без лусочок і виступів. Товщина клітинної стінки — 0,04–0,12 мкм.
У клітинах міститься один двостулковий хлоропласт у формі чашки, який займає значну її частину, так що решта органел оточені ним. Ядро клітини знаходиться поруч з однією з її часточок, а апарат Гольджі — поруч з іншою. Еліпсоїдний піреноїд оточений крохмальною оболонкою.
Геном Prasinoderma coloniale містить 25,3 млн пар основ і організований у 22 хромосоми.